# Make Me A Star
『Make Me A Star』（メイク・ミー・ア・スター）は、THE SQUARE3作目のアルバム。
1979年6月21日にリリース。

## 解説
スクェア3枚目のアルバム。
全7曲入。当時のジャズ・シーンではフュージョン・ブームの最中であり、このアルバムも前2作同様ジャズの1ヴァリエーションとしてのフュージョン・ミュージックを展開。
当時の日本のジャズ界では渡辺貞夫がフュージョンシーンで圧倒的な人気を博し、その後をギタリストの渡辺香津美が追い、デビュー1年目のスクェアが若手フュージョングループとしてジャズファンから人気を集めるという構図であった。
前作『Midnight Lover』までのメンバー・ギタリストの御厨裕二が退団、7人組から6人組になっている。全曲をリーダーの安藤正容が作曲。
2曲目の表題曲『MAKE ME A STAR』は、ソニーの音声多重カラーテレビ、「ステレオトリニトロン」のCMに起用。同日発売でシングル・カットされた。
4曲目「STIFF NAILS」はライヴのオープニングで屡々演奏。
7曲目「TEXAS KID」は初期スクェアの代表楽曲で、カントリー・ミュージックの影響が見られる。
このアルバムを最後にキーボーディストの宮城純子とドラマーのマイケル河合が退団、後任のキーボーディストに久米大作、ドラマーに青山純が加入。また、リーダーでギタリストの安藤正容とサクソフォーンとリリコンを担当する伊東毅（現・伊東たけし）、パーカッショニストの仙波清彦は本作まで本名で活動していたが、次作『Rockoon』からは芸名（名前を漢字から平仮名表記にした）で活動する（なお仙波清彦は『セんバきヨひコ』と改名するが後に再び改名して2021年現在は本名で活動）。

## 収録曲
全曲作曲：安藤正容
1. MR．COCO'S ONE
2. MAKE ME A STAR
3. LIFE IS A MUSIC
4. STIFF NAILS
5. LOVE FOREVER
6. I WILL SING A LULLABY
7. TEXAS KID